# Thomas McMahon
Thomas McMahon (Dorking, 17 giugno 1936) è un vescovo cattolico britannico, dal 14 aprile 2014 vescovo emerito di Brentwood.

## Biografia
Thomas McMahon è nato il 17 giugno 1936 a Dorking, nel Surrey, e cresciuto poi ad Harlow, nell'Essex.
Ha studiato al St Bede's College di Manchester e poi nel seminario Saint-Sulpice di Parigi.
Tornato in Inghilterra, è stato ordinato presbitero il 29 novembre 1959 dal vescovo Bernard Patrick Wall. Dopo l'ordinazione sacerdotale ha svolto il suo servizio pastorale a Colchester per cinque anni. Dal 1964 al 1969 è stato parroco a Westcliff-on-Sea, sobborgo di Southend-on-Sea, e poi parroco a Stock, nell'Essex. Dal 1972 al 1980 è stato cappellano presso l'Università dell'Essex. È stato poi membro della Commissione ecumenica nazionale.
Il 16 giugno 1980 papa Giovanni Paolo II lo ha nominato vescovo di Brentwood. Ha ricevuto l'ordinazione episcopale il 17 luglio seguente per imposizione delle mani del cardinale Basil Hume.
Durante gli anni del suo ministero è stato membro della Commissione internazionale per l'inglese nella liturgia, membro del Dipartimento episcopale per la vita cristiana e il culto e presidente del Comitato pastorale per la liturgia. È stato anche presidente del Comitato per il patrimonio e nel 2007 è stato nominato vicepresidente dell'Historic Churches Preservation Trust.
Ha anche sostenuto diverse iniziative di sviluppo per la diocesi, tra cui l'istituzione della Justice and Peace Commission, della Social Welfare Commission, della Youth Commission, del Diocesan Pastoral Centre presso New Hall e della Diocesan House of Prayer a Brentwood. Ha inoltre provveduto alla costruzione della "Cathedral House" degli uffici diocesani a Brentwood e alla costruzione della nuova cattedrale, consacrata nel 1991.
Ha pubblicato due libri: The Mass Explained e Alter Servers' Prayerbook. È stato vicepresidente di Pax Christi e membro fondatore del Movement for Christian Democracy. Ha ricevuto una laurea honoris causa dall'Università dell'Essex e nominato membro onorario dell'Hertford College dell'Università di Oxford.
Ha retto la diocesi per quasi 34 anni, ritirandosi per raggiunti limiti d'età il 14 aprile 2014.
Nel 2015 è stato coinvolto nelle indagini della polizia in merito ad un caso di pedofilia per aver male gestito la situazione e aver ignorato le segnalazioni di pericolo riportate.

## Genealogia episcopale
La genealogia episcopale è:
- Cardinale Scipione Rebiba
- Cardinale Giulio Antonio Santori
- Cardinale Girolamo Bernerio, O.P.
- Arcivescovo Galeazzo Sanvitale
- Cardinale Ludovico Ludovisi
- Cardinale Luigi Caetani
- Cardinale Ulderico Carpegna
- Cardinale Paluzzo Paluzzi Altieri degli Albertoni
- Papa Benedetto XIII
- Papa Benedetto XIV
- Papa Clemente XIII
- Cardinale Marcantonio Colonna
- Cardinale Giacinto Sigismondo Gerdil, B.
- Cardinale Giulio Maria della Somaglia
- Cardinale Carlo Odescalchi, S.I.
- Cardinale Costantino Patrizi Naro
- Cardinale Serafino Vannutelli
- Cardinale Domenico Serafini, Cong. Subl. O.S.B.
- Cardinale Pietro Fumasoni Biondi
- Arcivescovo Filippo Bernardini
- Vescovo Franziskus von Streng
- Arcivescovo Bruno Bernard Heim
- Cardinale Basil Hume, O.S.B.
- Vescovo Thomas McMahon